# Henry Lowther
Henry Lowther (* 11. Juli 1941 in Leicester) ist ein britischer Jazz-Trompeter, Violinist und Pianist.

## Leben und Wirken
Lowther stammt mütter- wie väterlicherseits aus Blechbläserfamilien und hatte Kornett-Unterricht beim Vater. Später studierte er Violine an der Royal Academy of Music in London, als Jazzmusiker ist er allerdings Autodidakt. Während der 1960er Jahre leitete er eigene Formationen und spielte mit Jack Bruce und Jon Hiseman. Daneben arbeitete er mit Mike Westbrook, dem New Jazz Orchestra, und mit Rock- und Bluesbands wie mit John Mayall, Manfred Mann und der Keef Hartley Band. In den 1970er Jahren spielte er mit den führenden Musikern der englischen Jazzszene, wie Michael Gibbs, Kenny Wheeler, Tony Coe, Norma Winstone, Michael Garrick, Keith Tippett und John Dankworth. In den 1980er Jahren leitete er wieder eigene Bands und arbeitete mit John Surman, Gordon Beck, John Taylor, Gil Evans und den London Brass Virtuosi. In den 1990er Jahren wirkte er an zahlreichen Big Band Produktionen mit, wie beim Berlin Contemporary Jazz Orchestra, Kenny Wheeler („Music for Large and Small Ensembles“, 1990), dem London Jazz Composers Orchestra von 1987 bis 1996, dem „Brass Project“ von John Surman und John Warren 1992, Colin Towns, Don Weller (1996), Stan Tracey und George Russells Living Time Orchestra. Anfang der 1990er Jahre war er Mitglied im Dedication Orchestra. Im Jahr 2000 spielte er mit dem Frank Griffith Nonet auf dem Ealing Jazz Festival. Er gehörte mehrere Jahre dem BBC Radio Orchestra an und arbeitete weiterhin mit Django Bates, Sam Rivers oder Billy Cobham.

## Diskographische Hinweise
- Henry Lowther Band: Child Song (Deram, 1970)
- The Great Wee Band: Light Blue (Trio, 2011) mit Jim Mullen
- Berlin Contemporary Orchestra: Berlin Contemporary Orchestra (ECM, 1989)
- Berlin Contemporary Orchestra: Live in Japan, (DIW, 1996)
- London Composers´ Orchestra: Harmos. (Intakt, 1989)
- John Surman/John Warren: The Brass Project (ECM, 1992) Lowther ist Solist in dem Stück „Silent Lake“
- Keith Tippett: Frames (Ogun, 1978)
- Mike Westbrook: Marching Song (Deram, 1969); Love/Dream and Variations (1976)
- Never Never Land (1974–78, ed. 2022)